# Domovina moja (album)
Domovina moja je drugi oz. zadnji studijski album skupine September. Album je bil posnet aprila 1978 v Seabird Recording Studio, v Edgewater-ju, na Floridi v ZDA in izdan leta 1979 pri založbi RTV Ljubljana. Album je izšel na LP plošči in kaseti.

## Sprejem
Recenzor portala Progarchives, Sead S. Fetahagić, je v retrospektivni recenziji zapisal: Album predstavlja enostavnejšo in dostopnejšo glasbo bližje rock idiomom, pri čemer se pozna menjava violinista/trobentača s kitaristom. Poudarek je tudi na harmonski vokalizaciji v ameriškem stilu, na kar je vplivala studijska produkcija. Vseeno gre za odličen produciran fusion album z nekaj nepotrebnimi posegi v mainstream, kot na primer neefektivni kitarski solo pri skladbi »Čudna vremena« in malce dolgočasna in razvlečena skladba »Mom gospodinu pristojna pjesma«. Večino skladb sta napisala Asanović in Bončina, ki delujeta kot odličen skladateljski par. Večji hiti, ki so bili precej popularni na radijskih postajah po Jugoslaviji so »Za tvoj rođendan«, »Mala Lady« in »Domovino moja«. /.../ To je bil vrhunec ere progresivnega rocka, le eno leto pred eksplozijo novega vala, ki je prinesel nova imena, obraze in ideje. /.../ Verjetno najboljša skladba na albumu pa je rock skladba »Kolo« z izjemnim kitarskim delom Malikoviča, ki slavi življenje glasbenikov v refrenu - »jedina prava ljubav bila nam je muzika«.

## Seznam skladb
| A stran | A stran                                    | A stran                                          | A stran |
| Št.     | Naslov                                     | Pisec                                            | Dolžina |
| ------- | ------------------------------------------ | ------------------------------------------------ | ------- |
| 1.      | „Čudna vremena (Summer Winds)‟             | Janez Bončina/Daniel Levski                      | 6:25    |
| 2.      | „Za tvoj rođendan (I'll Come Back to You)‟ | Jadran Ogrin, Tihomir Pop Asanović/Janez Bončina | 3:35    |
| 3.      | „Mala lady (Lady)‟                         | Tihomir Pop Asanović/Janez Bončina               | 3:30    |
| 4.      | „Florida (Florida)‟                        | Janez Bončina                                    | 5:48    |

| B stran | B stran                                                | B stran                            | B stran |
| Št.     | Naslov                                                 | Pisec                              | Dolžina |
| ------- | ------------------------------------------------------ | ---------------------------------- | ------- |
| 1.      | „Kolo (Kolo)‟                                          | Janez Bončina                      | 5:46    |
| 2.      | „Mom gospodinu pristojna pjesma (Have to Say Goodbye)‟ | Janez Bončina/Milan Maćešić        | 8:35    |
| 3.      | „Domovino moja (Music My Music)‟                       | Tihomir Pop Asanović/Janez Bončina | 3:57    |

## Osebje

### September
- Janez Bončina Benč – solo vokal
- Tihomir Pop Asanović – Fender Stage, Baby Grand, Hammond B3, Hohner D6, Arp 2600
- Marjan Malikovič – Les Paul Custom, Ovation
- Jadran Ogrin – Fender Precision Bass, vokal
- Braco Doblekar – tolkala, sopran saksofon, vokal
- Nelfi Depangher – Ludwig bobni, vokal

### Produkcija
- Oblikovanje: Jani Bavčer
- Inženir, miks: Dana Cornock
- Izvršni producent: Dražen Matt Premate
- Fotografija: Milan Pajk
- Fotografija na notranji strani: Sergio Gobbo